# Sculpture by the Sea
Sculpture by the Sea er en udendørs udstilling af skulpturer, der blev skabt af David Handley, der lavede den første udstilling i Sydney i 1997. Den første udstilling fik 25.000 besøgende. 
I Danmark blev udstillingen afholdt i 2009, 2011, 2013 og 2015, hver gang i Aarhus. I 2009 kunne den ca. halve million besøgende se værker af 60 kunstnere, der havde skulpturer stående ved Tangkrogen i Aarhus på en kyststrækning på tre kilometer. Udstillingen i 2011 blev åbnet af Kronprinsesse Mary torsdag den 2. juni 2011. Udstillingen blev afholdt for sidste gang i Aarhus i 2015.